# Вічна весна
Вічна весна — мармурова скульптура, яку створив французький скульптор Огюст Роден близько 1884 року.

## Роден і Камілла Клодель
Його творчість пов'язала 19 століття з 20-м, синтезувала реалізм з новаторством. Досконалість притаманна вже раннім роботам Родена («Людина зі зламаним носом», 1864). Статуї «Бронзова доба» (1877), що втілює пробудження людства, його сум'яття перед майбутнім, і пронизані пафосом пророцтва статуї «Пророк Іоанн-Хреститель» (1879) в повній мірі притаманні характерні для Родена філософська глибина задуму, гостра життєвість й енергійне моделювання об'єму. В скульптурі «Бронзова доба» (1876) автор прагне перейти до створення монументальних творів. Ідея створення цієї скульптури виникла в результаті знайомства Родена з творчістю Мікеланджело під час подорожі до Італії.
З середини 1880-х рр. в творчості Родена зростає тяжіння до ускладнення символічних образів, до виявлення полярних, вкрай сильних людських емоцій — від ясної гармонії та ліризму до повного відчаю і похмурої зосередженості. Поступово змінюється і манера Родена: його твори набувають ескізного, ніби незакінченого характеру, контраснішою стає гра світла й тіні, а моделювання форм, іноді текучих — підкреслено мальовничим. Це дозволяло Родену передати враження повільного, часом болісного народження форм зі стихійної, аморфної матерії силою «духовного пориву».
На творчість майстра сильно впливали нерівні стосунки з жінкою-скульптором Камілою Клодель. Каміла розривалась між невірним їй коханим, добропорядністю і власним пристрасним бажанням стати оригінальним скульптором, вартим уваги і визнання. Роден не поспішав з одруженням, бо в перешкоді були то інтенсивна творчість, то невизнання у Франції, то нові любовні пригоди по-за стосунками з Каміллою. Нервові, пристрасні стосунки з Каміллою, їх розриви і повернення, лайки і примирення надихнули Родна на створення досить відвертих, незвично експресивних творів з умовними назвами — «Натхнення поета», «Поцілунок», «Зефір і Гея» тощо. В десятиліття блюзнірської моралі доби вікторіанства показ подібних, відверто еротичних відносин між жінками і чоловіками був можливий лише в алегоричних чи міфологічних сюжетах. Умовні назви скульптур Родена якраз і вкладались в суворі вимоги офіційного мистецтва і моралі, що не бажали визнати публічні будинки, продаж сексуальних послуг вночі, сифіліс, широко розповсюджений адюльтер і коханок-актрис, коханок-танцівниць і просто коханок та повій.
На відміну від імпресіоністів-живописців Роден завжди схилявся до позачасових, загальнолюдських сюжетів. Разом із тим він завжди зберігав відому визначеність форм і надавав особливого значення їх фактурності як важливому засобу загострення образу.
(Стосунки з Каміллою закінчаться розривом. Старий Роден візьме шлюб з власною економкою, що теж була роками коханкою скульптора.)

## Опис твору
Біля стіни, вкритої кущами і рослинами, зупинились дві молоді постаті. Знесилені палким почуттям, вони кинулись одна до одної, бо їх вже нічого не стримує. Персонажі оголені, але подані скульптором наче через сутінки чи недостатнє вечірнє освітлення. Дівчина вигнулась і наче втрачає останні сили від пристрасного бажанням парубка. Поверхня мармурових фігур — не зашліфована, а понизу і з боків мармурова брила залишена і шерехатою, і необробленою.
Вперше подібний сюжет був створений 1884 року. Він виявився досить вдалим і скульптор почав робити авторські копії у різних матеріалах — гіпс, мармур, бронза, які продавав охочим з грошима і які розійшлися світом. Варіант в Ермітажі — з мармуру. Скульптура належала російським мільйонерам Єлісеєвим, з націоналізованої збірки яких вилучена і передана в музей 1923 року.